# S. N. Goenka
Satya Narayan Goenka, obecně známý jako S.N. Goenka (30. ledna 1924 Mandalaj, Myanmar – 29. září 2013 Bombaj, Indie), byl celosvětově uznávaný učitel meditace Vipassana. Zasadil se o vytvoření nekomerčních meditačních center po celém světě.
Technika, kterou Goenka vyučoval, je založená na tradici, která pochází od samotného Buddhy. Ten dosáhl osvícení způsobem, který byl univerzální, vědecký a tedy nepodléhající žádnému organizovanému náboženství. Proto má Goenka a jeho učení obrovský ohlas mezi lidmi ze všech oblastí společnosti, ze všech koutů světa, všech vyznání nebo bez vyznání.

## Život

### Dětství a mládí
Goenka se narodil 30. ledna 1924 v Barmě (dnes Myanmar) do bohaté Indické rodiny, vyznávající Hinduismus. Do roku 1955 se úspěšně věnoval svým obchodním aktivitám, v této době ale také zaznamenal zdravotní komplikace, které měly podobu silných bolestí hlavy a migrén. Po marných pokusech najít vhodnou léčbu, dal na radu svého přítele a setkal se s učitelem mediační techniky Vipassana, který se jmenoval Sayagi U Ba Khin. Ten, i přes počáteční neochotu, nakonec přijal Goenku jako svého žáka. Dalších 14 let se tedy Goenka zdokonaloval v meditaci pod vedením Ba Khina.

### Vyučování Dhammy
V roce 1969 dostal Goenka od svého učitele U Ba Khina oprávnění vyučovat Vipassanu. Přenechal tedy své obchodní aktivity ostatním členům rodiny a odešel do Indie, kde začal s vyučováním. Po sedmi letech, v roce 1976, otevřel v Indickém Igatpuri své vlastní meditační centrum Dhamma Giri. Od počátku svého učení pořádal Goenka takzvané meditační zásedy, obvykle desetidenní, kterými prošlo obrovské množství lidí, včetně těch ze západních zemí. Nejdříve vyučoval Goenka Vipassanu výhradně sám, od roku 1982 začal s výběrem a školením asistujících učitelů (assisstant teacher, AT), kteří mu měli pomoct s neustále narůstajícím počtem nových studentů.

### Goenka řečník a spisovatel
Na přelomu tisíciletí byl Goenka přizván na jubilejní Světový mírový summit. Jako řečník zde vystoupil po boku největších světových náboženských a duchovních vůdců. Summit se konal 29. srpna 2000 v General Assembly Hall of the United Nations v New Yorku.
Goenka byl znám nejen jako učitel a řečník, ale také jako básník a spisovatel (psal v angličtině a hindštině). Často cestoval a přednášel po celém světě, mimo jiné na Světovém ekonomickém fóru v Davosu. V roce 2002 uspořádal čtyřměsíční "meditační turné" v Severní Americe.

### Ocenění
V roce 2012, při příležitosti 63. výročí založení Indické republiky, byl Goenka vyznamenán cenou Padma Bhushan, což je třetí nejvyšší indické civilní vyznamenání.

### Úmrtí
Goenka zemřel 29. září 2013 ve svém domě v Bombaji, ve společnosti své manželky a šesti synů.

## Učení
Goenka popisoval Vipassanu jako vědeckou praxi založenou na prožitcích. Ve svém učení se odkazoval přímo na způsob, jakým dosáhl osvícení Siddhártha Gautama (Buddha) a upozorňoval, že pro praktikování Vipassany není nutné vyznávat jakékoliv náboženství. "Buddha nikoho nenabádal k organizovanému náboženství; učil Dhammu - cestu k osvobození, která je univerzální", tvrdil Goenka, a v tomto duchu také představoval své učení lidem všech vyznání nebo bez vyznání. Pojem "osvobození" v tomto případě znamená kultivaci mysli, která přináší svobodu od nečistot mysli, svobodu od utrpení.
Je na každém studentu, zda přijme teoretické pozadí učení, nebo zda se s některou jeho částí neztotožní. Goenka nabádal studenty, aby o teoretické stránce učení uvažovali, vždy ovšem kladl důraz na důležitost samotné praxe.

## Centra
Meditace Vipassana, podle tradice Sayagyiho U Ba Khina, se hojně vyučuje dodnes a je stále na vzestupu. Meditační zásedy se pořádají na 341 místech ve 94 zemích světa. Z toho 202 jsou permanentní meditační centra, které slouží jen k tomuto účelu. Mezi země, ve kterých se centra nachází, patří mimo jiné také Rakousko, Francie, Švédsko, Polsko, Německo, Belgie, Velká Británie, Itálie, Španělsko, Holandsko, Švýcarsko, Řecko, Kanada, Spojené státy americké, Austrálie, Brazílie, Nový Zéland, Kambodža, Hongkong, Indonésie, Iran, Izrael, Japonsko, Malajsie, Mexiko, Mongolsko, Myanmar, Nepál, Argentina, Filipíny, Rusko, Jihoafrická republika, Jižní Korea, Srí Lanka, Singapur, Taiwan, Thajsko a Indie. Jen v Indii je 89 stálých center.

## Kurzy
Díky velkému množství center po celém světě si může meditaci Vipassana vyzkoušet opravdu široké spektrum lidí ze všech koutů světa. Proces uvedení jednotlivce do této tradice je ve všech centrech stejný. Základní předpoklad je absolvování desetidenního kurzu, který má jasně daný harmonogram a pravidla. Během kurzu mají meditující zajištěné ubytování a stravu přímo v centru. Ti, kteří dokončí tento desetidenní kurz, se následně mohou účastnit i ostatních kurzů. Velmi oblíbené jsou krátké kurzy, jednodenní a třídenní. Po splnění určitých podmínek (např. počet dokončených desetidenních kurzů) má meditující možnost se připojit k intenzivním kurzům, které mohou být 20, 30 i 45 dnů dlouhé. Součástí praxe velké části meditujících je služba. V rámci té meditující pomáhá s chodem kurzu, např. v kuchyni přípravou jídel.
Všechny kurzy začínají koncentrací mysli, meditací Anapana. To znamená pozorování přirozeného, nekontrolovaného dechu. Tak se meditující dostane do správného rozpoložení pro praktikování meditace Vipassana. Technika meditace Vipassana v této tradici obnáší důkladné vnímání a pozorování všech tělesných počitků a vjemů při zachování úplné vyrovnanosti, což postupně vede k uvědomění si propojení mysli a těla. Tímto způsobem meditující na nejhlubší úrovni pozoruje neustále se měnící povahu všeho kolem i uvnitř nás. Prostřednictvím takového pozorování pak nabyde sebepoznání, které vede ke šťastnému a pokojnému životu.

#### Cena kurzu
Náklady na jednotlivé kurzy jsou hrazeny z dobrovolných příspěvků studentů a ostatních podporovatelů této tradice. Každý má po dokončení kurzu možnost přispět takovou finanční částkou, kterou sám uzná za vhodnou. Tento způsob financování na bázi dobrovolnosti je stejný ve všech centrech po celém světě.

## Global Vipassana Pagoda
Jedno z velkých Goenkových přání se splnilo v roce 2008, kdy na okraji Bombaje došlo k dokončení stavby pagody s názvem Global Vipassana Pagoda. Goenka věřil, že tento monument bude sloužit jako most mezi lidmi různých kultur, ras a vyznání. Byla postavena jako pocta U Ba Khinovi, kterému z politických důvodů nebylo umožněno vyučovat v Indii, místě původu meditace Vipassana.

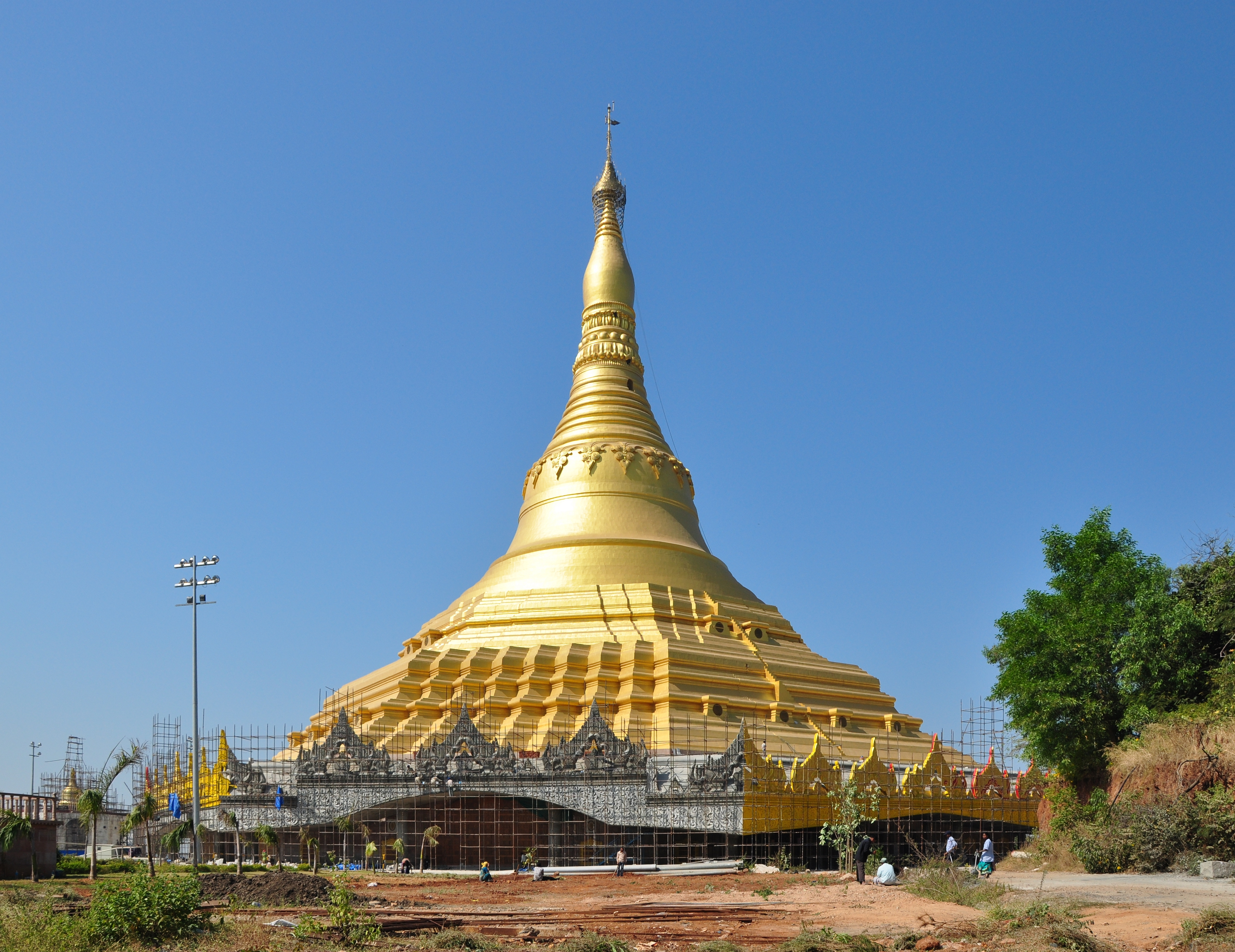
Global Vipassana Pagoda

Pagoda a její unikátní kamenná kopulová struktura, je zdaleka největší na světě, dvakrát větší než Bazilika svatého Petra ve Vatikánu. Její návštěvnost se počítá v řádu stovek tisíc návštěvníků, ze všech koutů světa. V centru pagody je kruhová meditační hala s průměrem 85 metrů a kapacitou pro 8 tisíc meditujících. S výškou téměř 100 metrů je pagoda vysoká asi jako 30 patrový dům. Na stavbu bylo použito asi 2,5 milionu tun kamene.
V článku z roku 1997 s názvem "Why the Grand Vipassana pagoda?" Goenka vysvětluje, že původní pagody obvykle nemají žádné vnitřní prostory. V současné době, s pomocí moderních technologií a architektury, se ovšem dá postavit pagoda, která naopak poskytuje obrovské vnitřní prostory, vhodné k meditaci. Do středu meditační byly umístěny relikvie Buddhy. Tisíce lidí mohou tedy tiše meditovat v blízkosti posvátných relikvií a těžit tak z pozitivních vibrací Dhammy.

## Výzkumný ústav
Goenka věřil, že teorie a praxe by měly jít ruku v ruce. Proto v roce 1985 založil výzkumný ústav, který nese název Vipassana Research Institute a má sídlo v nejstarším z center, v Dhamma Giri.  Smyslem bylo vytvořit takovou instituci, která by zkoumala a publikovala literaturu o Vipassaně a jejích účincích. Ústav se zaměřuje na dvě hlavní oblasti – překlad a vydávání textů Pali a také zkoumá význam a účinky meditace v každodenním životě.

## Vipassana ve věznicích
Goenkovi se podařilo přinést Vipassanu do věznic, nejdříve v Indii a následně i v jiných zemích. Odhadem až 10 tisíc vězňů a mnoho lidí z řad vězeňské stráže, policie a armády, absolvovalo desetidenní kurz. Proces věrně zachycuje dokument z roku 1997 s názvem Doing Time, Doing Vipassana.

## Odkaz
Goenka vyškolil více než 1300 asistujících učitelů, kteří vedou meditační kurzy způsobem, jakým to dělal on sám. Těchto kurzů se každý rok po celém světě zúčastní více než 120 tisíc lidí. Jack Kornfield, přední americký spisovatel zaměřený na buddhistickou tematiku, po Goenkově smrti napsal: "Každá generace s sebou přinese jen pár výjimečných osobností, které pomáhají udržet světlo Dhammy tak, aby osvětlovalo svět. Goenka byl, spolu s Dalai Lamou a Thich Nhat Hanhem, jedním z největších mistrů naší doby."

## Vipassana v České republice a na Slovensku
V České republice, podobně jako v jiných zemích střední a východní Evropy, zatím není vybudované stálé meditační centrum. I přes to se u nás, v pronajatých prostorách, pořádají od roku 2006 většinou dva 10denní kurzy ročně. V letech 2017 a 2018 se 10denní kurzy v českém jazyce konaly i za hranicemi České republiky, v nově postaveném centru Vipassany Dhamma Pallava v Polsku. I přes pozitivní reakce českých studentů na polské centrum přetrvává úsilí nalézt vhodné místo pro stálé centrum přímo na území České republiky. V různých lokalitách ČR a SR probíhají také 1denní kurzy pro staré studenty.

## Citáty
- "Kéž všechny bytosti najdou skutečný mír, skutečnou harmonii, skutečné štěstí."
- "Učitel by se neměl stát idolem, jako nějaký bůh. Je to učitel. Pokud si nevíte rady, cvičíte to, co se učí, to je vše."
- "Nejsem proti obrácení. Naopak – ve svém projevu v OSN jsem řekl, že jsem pro obrácení, avšak ne z jednoho organizovaného náboženství na druhé, ale z bídy ke štěstí, z otroctví do osvobození."
- "Kdyby mě můj učitel býval požádal o provádění nějakých obřadů nebo rituálů, musel bych se s ním rozloučit. Moje vlastní hindská tradice byla plná rituálů a ceremonií, takže začít znovu s jinými rituály by nedávalo smysl. Můj učitel však řekl: „Žádné rituály. Buddha učil pouze šílu, samádhi a paňňá. Nic jiného. Není nutné nic přidávat, ani odebírat.“ Jak řekl Buddha, „Kevalaparipunnam.“ (Celá technika je sama o sobě kompletní)."